# Аграновський Анатолій Абрамович
Анатолій Абрамович Аграновський (1922—1984) — радянський журналіст, публіцист, письменник, прозаїк, співак і кінодраматург.

## Життєпис
Народився в сім'ї відомого радянського журналіста і письменника Аграновського Абрама Давидовича, в Харкові. Старший брат журналіста і письменника  Валерія Аграновського. Закінчив історичний факультет Московського педагогічного інституту ім. К. Лібкнехта в 1942, училище стрільців-радистів і Вища авіаційне училище штурманів — бомбардирів. Учасник нацистсько-радянської війни.
Після демобілізації працював помічником кінооператора, ретушером, художником-оформлювачем, писав сценарії фільмів. Закінчив Вищі літературні курси при Літературному інституті ім. М.Горького СП СРСР (1958). Був співробітником «Літературної газети», друкувався в журналах «Знамя» і «Новый мир». У 1961 став спеціальним кореспондентом газети «Известия».
У 1970-ті роки Аграновського називали «журналістом номер один».
Аграновський є автором другої частини трилогії Л. І. Брежнєва — «Відродження». Є версія, що він — автор всієї трилогії.
Член Спілки письменників і Спілки журналістів СРСР. Лауреат премії Спілки журналістів СРСР.